# Occlusiva epiglottale
L'occlusiva epiglottale è un tipo di suono consonantico, usato in alcune lingue parlate. Il simbolo nell'alfabeto fonetico internazionale che rappresenta questo suono è ʡ.

## Caratteristiche
- Il suo modo di articolazione è occlusivo perché il suono è prodotto dalla chiusura della gola e subito dopo l'aria viene rilasciata.
- Il suo luogo di articolazione è epiglottale, poiché il canale orale viene chiuso dall'epiglottide.
- Non ha fonazione definita, anche se è di solito sorda, il che significa che è prodotto senza vibrazione delle corde vocali.
- si tratta di una consonante orale, il che significa che all'aria è permesso di uscire attraverso solamente la bocca.
- Il meccanismo di flusso d'aria è polmonare, il che significa che si articola spingendo aria esclusivamente con i polmoni e il diaframma, come nella maggior parte dei suoni.
- Non è definito dove passa il flusso d'aria, se centrale o laterale, poiché ciò è definibile se il luogo di articolazione riguarda la lingua.

## Nelle lingue
- In italiano tale fono non è presente.
- In lingua Dahalo [ndoːʡo] significa 'piano'.
- In lingua Haida g̱antl [ʡʌntɬ] significa 'acqua'.
- In lingua Jah Hut [ɲhɔːʡ] significa 'albero'.